# Serial experiments lain
『serial experiments lain』（シリアルエクスペリメンツレイン）は、グラフィック+テキスト形式の雑誌連載企画・アニメ作品・ゲーム作品が同時進行・相互関連して制作されたメディアミックス作品である。1996年ごろに企画が開始され、1998年に作品が発表された。オンライン時代の集合的無意識が主なテーマであり、サイコホラー的な側面も併せ持っている。
雑誌では『AX』で1998年3月10日から11月10日まで連載、テレビアニメはテレビ東京で同年7月7日から9月29日まで放送され、第2回文化庁メディア芸術祭アニメーション部門優秀賞を受賞した。ゲームはPlayStation（PS）用ソフトとして同年11月26日に発売された。

## 作品概要
「存在は認識=意識の接続によって定義され、人はみな繋がれている。記憶はただの記録にすぎない。」という世界観のもとで繰り広げられる、14歳の少女・玲音（lain）をめぐる物語。リアルワールドとコンピュータネットワーク・ワイヤード（Wired = 繋がれたもの）には「lain」という存在が遍在し、この存在は分析心理学の創始者カール・グスタフ・ユングが提唱した“集合的無意識”の化身であった。現実世界はワイヤードを介してlainによる侵食を受けるというサイコホラー的な作品である。1990年代のアンダーグラウンドなオタクカルチャーを未来的に描き直したような作風で、全作品で一貫して陰鬱とした雰囲気がある。メディアミックスの実験でもあり、媒体間の相互参照により世界観への理解が深まるような仕組みが作られている。
ゲーム版とアニメ版では、登場人物もストーリーも"lain"という存在や破滅的な傾向を除いて大きく異なる。
雑誌連載されたグラフィック+テキストは、キャラクター原案の安倍吉俊による画集『an omnipresence in wired』（オムニプレゼンス＝遍在）に未掲載分を含めた完全版が収録されている。長らく絶版だったが、ワニマガジン社より『yoshitoshi ABe lain illustrations』として描き下ろし分を追加して再版された。脚本の小中千昭によるアニメ版シナリオ集『scenario experiments lain the series』（シナリオエクスペリメンツ・レイン）なども出版されており、パイオニアLDCからは、『serial experiments lain BOOTLEG』と題したデスクトップアクセサリー集も発売された。
当初、主人公の名前であるレインの英語表記は未決定で「lain」と「rain」が検討された。安倍吉俊によるスケッチなどは試験的に2種類描かれたが、結局1997年3月ごろに「lain」に決定された。
日本のみならず海外でもカルト的な人気を誇り、ファンコミュニティが活動を続けている。

## テレビアニメ

### 概要
高度に発展したネットワーク社会から連想される、現実と区別のつかない仮想空間というよくある物語とは逆に、本作は仮想世界（wired）と区別のつかない曖昧な現実（real world）に注目する。各登場人物が語る真実も事実だという保証はない（信頼できない語り手）。主人公・玲音の世界は身近な人間や友人に関する内容で占められ、作品は玲音の主観の影響下にある。客観のこのような不在はネットワークやコミュニケーションの性質をリアルに描いており、視聴者もlainという作品、岩倉玲音と繋がった『ネットワーク』に接続するよう仕向けられる。番組のエンドカードには、直後に放送されていた『ウェザーブレイク』を意識した、安倍吉俊によるイラストが挿入されていた（このイラストはDVDに一部、BD-BOXでは全て収録されている）。また、最終話放送後、CMの時間帯にワイヤード上の存在となった玲音が視聴者に向けて呼び掛ける映像が挿入されるなど、現実との融合を強く意識した演出が行われた。
根底には集合的無意識という考え方が導入されており、作中で遍在という言葉が頻繁に登場する。岩倉玲音自身は人の姿をした集合的無意識そのものであり、英利政美が改変を加えたワイヤードのプロトコルにより集合的無意識が意識化されることで、玲音が遍在して現実世界に影響を及ぼす様子が描かれている。最終的には玲音はワイヤードの神のような存在となるが、英利政美との戦いで親友を巻き添えにするという取り返しの付かない過ちを犯し、これ以上現実世界に危害を加えないために、世界を集合的無意識が意識化されていない時点までリセットしてしまう。ラストシーンでは玲音があらゆる人の記憶から消去され無意識化されると共に、ワイヤードのプロトコル改変も無かったことになっている。

#### デザイン
上田が、安倍の当時の個人ホームページに掲載されていた落書きを見て、安倍に声を掛けた。当初安倍は「怪しげだった」「そんな博打みたいな無謀な企画があっていいのか」と戦慄した。
安倍は「一本の線に直せないように」「線・記号にならないように」することを心掛けた。形を模索するために、上田・小中と話し合い、少しずつイメージをまとめていった。最終的には100頁のスケッチブックが11冊かかりながら、作り上げていった。

#### 制作技術
放送当時はTVアニメーション制作にデジタル環境が導入されはじめた時期で、CGを売りにする極一部の作品を除いて、全面的なデジタル化には至っていなかった。lainについては、「本作はデジタルカットを含むフィルム作品である」、「TVシリーズだし、お金も無かったのでデジタルカットは市販のPCやらMacを使って」と制作者も述べている通り、業務用としては低価格なコンピュータを用いて制作したデジタルカットを、2GBのHDD（途中から4GBのHDDが登場）に詰め込めるだけ詰め込んでスタジオに持ち込み、セル画を撮影したフィルムをテレシネ変換して作成した動画に合成する方法で制作された（当時のCG制作ではSGIのワークステーションが一般的であったが、コストは非常に高く付き、テレビアニメで使用することは難しかった）。
アナログのフィルムとデジタルカットの組み合わせは、アニメとしては過渡期の手法であるが、この手法は後に採用されなくなり、珍しい質感を持つアニメになった。デジタルカットについては、3Dモデリングによる無機的な表現が目立つ一方で、脚本の小中千昭が撮影・Macintoshで編集した手触りのある画面が使われたり、時には実写がそのまま利用されたりと、制作当時のPCで実現可能なマルチメディアを最大限に活用している。また、作業工程の最後でデジタルエフェクトを用いていたが、この点は制作当時のTVシリーズでは珍しい試みであった。
小中によると、放送に堪えられるクオリティの内容をパソコン上で作れるようになった始まりが1998年当時で、そこに最先端の機械好きが集まって自分でやれることを全てやったのがlainだという。本作の独特なカラーと雰囲気はそうしたハッカー的な色彩の強い環境から生まれている。1998年当時制作できたデジタルカットは標準画質映像のみであり、素材の幾つかは破棄してしまっていたが、2010年のリマスター版制作では高精細度映像として作り直し、保存可能な限りの素材をLTOに保存している。

### 現実世界との対応
本作で描かれたネットとリアルの融合は現実でも進行中で、SNSの普及で個人が世界に遍在する感覚も当たり前のものとなった。この環境において、情報のやり取りが非常に便利である反面、問題も多々起きている。例えば、ネットが繋がる場所であれば瞬時にサービスを利用できるようになったものの、デマによる社会混乱や、特定個人に向けた集団的な罵詈雑言の発出や、非合法活動の増加なども起きている。この問題は作中でも詳細に語られている。
背景として、本作の制作者にコンピュータマニアが多く、理に適った道具立てを行った結果として、ワイヤード（ネット）とリアルワールドの関係性について正確な描写が行われている。まず、現実感を持たせるため、実在のコンピュータやOSと、それらの発展型や改造品が数多く登場する。例えば、作中で普及しているNAVIはPCであり、玲音が手に入れるプシューケープロセッサは、1990年代に出回ったパソコンパーツであるオーバードライブプロセッサを参考にしており、後半に登場する初代iMacは本放送の開始直前に発表されたばかりの機種である。他にもAppleネタ、NeXTSTEPネタ、BeOSネタなどが随所に見られる。また、スマートフォンやタブレットに相当する機器が普及し、罵詈雑言も含む雑多なメッセージがSNSで飛び交う描写が行われている。
AR / VRゴーグルを装着したキャラクターも随所に登場し、メタバースのようなアバターを用いたコミュニケーションも描いていた。2話以降で玲音が使っている最新型NAVIにはスマートスピーカーと同じ機能が搭載され、音声入力でデータ検索やアプリケーションの起動を行う描写がある。未だ実用化されていないが、ホログラフィックディスプレイや精神転送等が登場している。

### ストーリー
基本的にはどのメディアにおいても、リアルワールドとワイヤードの境界が徐々に曖昧になる方向でストーリーが進行する。次々と前提が覆され、玲音を巡る真実が分からなくなっていくが、物語の結末は媒体間で全く異なり、テレビアニメでは玲音が現実世界に対するワイヤードの影響を排除し、玲音1人でワイヤードから現実世界を見守るようになるが、ゲームでは玲音が深い関わりがあった人全てを自殺に誘導してワイヤードに連れていく結末となる。玲音は元々自由な身であり、ワイヤードでは絶対的な力を持つが、内心孤独で「お父さん」に依存している。
テレビアニメにおける岩倉玲音は、最初は東京都世田谷区に住む普通の女子中学生であったが、自身の能力獲得によりリアルワールドとワイヤードの境界が曖昧になり、次第に破滅に向かっていく。最後は、神を自称する英利政美との対決で友人の精神を破壊した罪悪感から、ワイヤードが意識化されないように世界をリセットすることになる。その後、玲音は本来の集合的無意識の姿に戻るが、リアルワールドで出会った人から忘れられ、ワイヤードで架空の父の存在と対話するなどといった、ある種救いのない結末を迎えてしまう。
Layer:01 WEIRD
ある日の夜、渋谷にある繁華街のビルの屋上で、一人の女子中学生が飛び降り自殺を図る。彼女の名前は四方田千砂という。
コミュニケーション用コンピュータネットワーク端末「NAVI」（ナビ）が普及した現代、中学生の岩倉玲音は、自宅で使っていた児童用のNAVIで、死んだはずの同級生である四方田千砂からのメールを受け取る。このメールは、岩倉玲音が通う学校では「いたずらメール」として噂になっていたメールであった。四方田千砂のメールの言葉に興味を持った岩倉玲音は、父に新しいNAVIをねだった。それ以来、岩倉玲音は通学時に死を予感させる不吉な心霊現象を頻繁に目撃するようになる。
最後は死んだはずの四方田千砂と帰宅途中に出会ったが、岩倉玲音が問い掛けても四方田千砂は僅かに微笑むのみで、本当の居場所を告げることもなく消えていった。
Layer:02 GIRLS
ある日学校から帰ってくると、宅配業者が家の前に車を止めている。NAVIの自作を行っている宅配業者によれば、荷物は市場に出回る中でも最高スペックのNAVIであるとのこと。その後、仕事から帰ったばかりの父にNAVIのセッティングを強く求め、ログインまで漕ぎ着ける。しかし翌日以降、玲音の周囲では以前よりも更に奇怪な事件が起きるようになり、正反対の性格の玲音の目撃を友人から知らされるようになる。友人らとサイベリアを訪れると、ある若者が覚醒剤のような効果を持つマイクロマシンであるアクセラを服用して発狂し、銃を乱射して殺人を犯すが、玲音は発狂した若者の正面に立ち止まり、謎の力により若者を自殺に追いやった。その際に、発狂した若者から、玲音がリアルワールドとワイヤードの境界を破壊する神のような存在として一部界隈で知られていることが告げられた。
Layer:03 PSYCHE
岩倉玲音が、学校の靴箱に謎のICチップが置かれていることを発見し、各所で情報を探るうちに、情報通の小学生「タロウ」と出会い、ナイツが開発したプシューケープロセッサであることが判明する。これ以降、NAVIの改造に着手するようになり、NAVIの性能強化によって、ワイヤードでアバターを用いて行動することが可能になった。NAVIの改造の際に静電気を除去するため、玲音が初めてキャミソール姿になった。

### 登場人物
岩倉 玲音（）
声 - 清水香里
主人公。内気な14歳の少女。左側の髪の一部を長く伸ばしてバッテン型のピンで留めているのが特徴。はじめは地味な少女なのだが、NAVIを手に入れてからはその扱いに異常な才能をみせるようになった。そして玲音と同じ姿の存在が周囲に現れるが、それは玲音がワイヤードを通し、世界に遍在化する兆しであった。
レイン
最初は玲音と全く関係のないところで目撃されるが、段々と岩倉玲音のもう一つの人格として描かれていく。
lain
岩倉玲音の姿をしている別の存在。レインとは違い、完全に別の存在として描かれている。
明確な悪意の表れであり、ワイヤード上で暗躍し玲音を葛藤と苦悩に陥れる。
れいん
ワイヤードの女神。常に優しい微笑みを絶やさない慈母のような人格。玲音とワイヤードの関係について全てを知っている存在。
別存在というよりも、女神が玲音の姿で現れているという方が近い。
岩倉 康男（）
声 - 大林隆之介
玲音の父親。玲音がNAVIに興味を持ったことを喜び、すぐに最新のNAVIを与えて使い方を教えた。かなりのNAVIオタクで、自室に凄いNAVI用の設備がある。
玲音のことを気遣っていた。実は玲音の実父ではなく、何者かより玲音の養育を託されていた。物語終盤で玲音にそのことを告白し去るが、玲音にとって康男は心の拠り所であり、玲音が神と呼べるものとなってもそれは変わらなかった。
岩倉 美穂（）
声 - 五十嵐麗
玲音の母親。無口で無表情。夫の趣味を理解していないらしく、康男に愚痴られていた。夫婦仲は意外と良好。康男と同様に玲音の実母ではない。
岩倉 美香（）
声 - 川澄綾子
玲音の姉。少々派手で玲音とは対照的。玲音のことを少し鬱陶しく思っている。ある出来事のせいで後に精神に異常をきたしてしまい、日常的にFAXのような音を発声するようになってしまった。
瑞城 ありす（）
声 - 浅田葉子
玲音の親友。非常に面倒見がよく優しい。玲音に明るくなって欲しいといつも気を遣っている。
山本 麗華（）
声 - 手塚ちはる
玲音の同級生。ありすといつもつるんでいて、ありすが玲音をどこかに連れ出すときも必ず一緒にいる。クールな雰囲気を漂わせており大人っぽい。
加藤 樹莉（）
声 - 水野愛日
玲音の同級生。麗華とは対照的に子供っぽく、私服も少女趣味。
四方田 千砂（）
声 - 武藤寿美
玲音とは別のクラスの生徒。一度だけ玲音と一緒に帰ったことがある。物語の冒頭、あるビルの屋上で飛び降り自殺する。
タロウ
声 - 滝本啓人
サイベリアクラブを溜まり場にしている11歳の小学生。NAVIについて詳しく、玲音に色々なアドバイスを送る。おかっぱ頭と後頭部の刈り上げが特徴。
玲音のことは好きだが、レインは怖いらしい。正体はナイツの準構成員。マサユキとミューミューと共にナイツからの指令を受けて行動している。マサユキたちもタロウと共謀してハッキングを行っているようだが、2人に関してはナイツとの関わりは不明。初登場時に「どうやったらハッキングがバレないか」ということについて議論していた。
好みのタイプは不良系の強い女。玲音に好意を抱いて以来関わりを持とうとするが、それは同時にナイツからの玲音を引き込めという指令でもあった。リアルワールドでもワイヤードでも、行動は非常識かつ傲慢な不良少年であり、大人ぶっている一面が強い。玲音の自室に入り込むが、レインに正体を見破られ白状。記憶を改ざんさせられる不揮発性メモリを口に突っ込まれるなどの脅しを受け、大人ぶっていた子供だと自認する。
それ以来VRゴーグルを装着してレインと会話するなど異様な行動が目立つ。マサユキとミューミューの心の距離が離れ、特にミューミューから嫌悪感を抱かれる。
ミューミュー
声 - 山本有紀
タロウの仲間である小学生。10歳。タロウに好意を抱いている。タロウの大人びた一面に引き寄せられており、逆にマサユキを子供だと低く見る。
マサユキとは、タロウとの仲を取り合いするような三角関係である。ブックレットの記述では、玲音よりも遥かに女の業を煮やす少女。
玲音に好意を寄せるタロウに妬くが、タロウは玲音に妬いていると勘違いしている。タロウに好意を寄せるものの、それ以上に己に対するうぬぼれや美化が強い。
マサユキ
声 - 藤間宇宙
タロウの仲間である小学生。11歳。ナビに関する知識は豊富だが、タロウほどではない。3人の中で一番背が高い。
タロウとの関係は、互いに子供だと冗談交じりでののしりあうような関係である。玲音がサイベリアに現れるだけで眠たげなタロウを起こすなど、タロウの心の奥底までかなり察している様子。年下であるミューミューからガキ呼ばわりされても「なんだよそれ」の一言で受け流す。玲音からプシューケーを買おうと金銭のやりとりを考えるも、タロウに却下されている。
許容力や胆力のある性格だが、上記のことから本人も攻めに転じたいとは思うものの人より前に立つことはできない。その性格ゆえ、最終回では荷物持ちをやらされている。
カール・ハウスホッフ
声 - 中田譲治
玲音を監視している謎の男性。金髪碧眼の外国人。ゴーグルのような奇妙な機械を目に装着している。
玲音が何者か分からないが、「愛」という感情を抱いていると告げた。
林 随錫（）
声 - 山崎たくみ
玲音を監視している謎の男性。ゴーグルのような奇妙な機械を目に装着している。
デウス / 英利 政美（）
声 - 速水奨
ワイヤードの神を名乗る男。元は橘総研の研究員だったが、事故で亡くなり、ワイヤード上の存在となる。プロトコルVer.7に集合的無意識を意識化する仕様を盛り込んだ張本人である。
何度か玲音に語りかけてくるが、それは玲音がワイヤードに遍在するものとなることを知ってのことだった。終盤でワイヤードにとどまらず世界そのものに遍在する存在となった玲音に打ち破られる。

### スタッフ
- 企画・原案 - production 2nd.[11]
- オリジナルキャラクターデザイン - 安倍吉俊
- 監督 - 中村隆太郎[11]
- シリーズ構成・脚本 - 小中千昭
- キャラクターデザイン - 岸田隆宏[11]
- 美術監督 - 佐藤勝
- 色彩設定 - 西表美智代
- 撮影監督 - 安津畑隆
- 編集 - 瀬山武司
- 音響監督 - 鶴岡陽太
- 音楽 - 仲井戸"CHABO"麗市
- プロデューサー - ueda yasuyuki、安部正次郎
- 制作協力 - GENCO
- アニメーション制作 - トライアングルスタッフ[11]
- 製作 - PIONEER LDC

### 主題歌
「Duvet」
bôaによるオープニングテーマ。作詞はJasmine Rodgers。
「遠い叫び」
仲井戸"CHABO"麗市によるエンディングテーマ。作詞・作曲は仲井戸麗市。

### 各話リスト
| 話数     | サブタイトル  | 絵コンテ   | 演出         | 作画監督          | 初放送日      |
| -------- | ------------- | ---------- | ------------ | ----------------- | ------------- |
| Layer:01 | WEIRD         | 中村隆太郎 | 中村隆太郎   | 関口雅浩          | 1998年 7月7日 |
| Layer:02 | GIRLS         | 中村隆太郎 | 中村隆太郎   | 菅井嘉浩          | 7月14日       |
| Layer:03 | PSYCHE        | 中村隆太郎 | 松浦錠平     | 田中雄一          | 7月21日       |
| Layer:04 | RELIGION      | 中村隆太郎 | 西山明樹彦   | 高橋勇治          | 7月28日       |
| Layer:05 | DISTORTION    | 村田雅彦   | 村田雅彦     | 関口雅浩          | 8月4日        |
| Layer:06 | KIDS          | 中村隆太郎 | 中村隆太郎   | 菅井嘉浩          | 8月11日       |
| Layer:07 | SOCIETY       | 中村隆太郎 | 松浦錠平     | 丸山泰英          | 8月18日       |
| Layer:08 | RUMORS        | 中村隆太郎 | うえだしげる | 田中雄一          | 8月25日       |
| Layer:09 | PROTOCOL      | 仁賀緑朗   | 西山明樹彦   | 関口雅浩          | 9月1日        |
| Layer:10 | LOVE          | 佐藤卓哉   | 村田雅彦     | 菅井嘉浩          | 9月8日        |
| Layer:11 | INFORNOGRAPHY | 中村隆太郎 | 松浦錠平     | 丸山泰英          | 9月15日       |
| Layer:12 | LANDSCAPE     | 中村隆太郎 | 中村隆太郎   | 岸田隆宏          | 9月22日       |
| Layer:13 | EGO           | 中村隆太郎 | 中村隆太郎   | 丸山泰英 関口雅浩 | 9月29日       |

### 映像ソフト
放送後発売されたビデオには安倍の描いた、シュールなギャグ4コマ漫画がついていた。この4コマは安倍の画集にも収録されている。
テレビ放送版とDVD等ではオープニングとエンディングの演出が多少違い、ウェザーブレイクもDVD等には全ては収録されなかったが、その補填も兼ねてか販促品として、ウェザーブレイク・ステッカー（3種）が配布されていた。
2010年10月には、ベータカムとして残されていた1998年当時のSD素材を利用し、手作業で高解像度化を施したBDボックスが発売された。初回限定生産品の映像特典にはDVDでは未収録だったウェザーブレイクが含まれるなど可能な限りの復刻がなされている。品質の悪い素材しか残されていないパートもあり、制作は非常に苦労するものであったという。
| 巻数   | 発売日         | 収録話数        | 規格品番  | 規格品番  | 規格品番  |
| 巻数   | 発売日         | 収録話数        | LD        | VC        | DVD       |
| ------ | -------------- | --------------- | --------- | --------- | --------- |
| lif.01 | 1998年9月25日  | 第1話 - 第2話   | PILA-1501 | PIVS-2231 | PABA-1011 |
| lif.02 | 1998年10月23日 | 第3話 - 第5話   | PILA-1502 | PIVS-2232 | PABA-1012 |
| lif.03 | 1998年11月25日 | 第6話 - 第8話   | PILA-1503 | PIVS-2233 | PABA-1013 |
| lif.04 | 1998年12月22日 | 第9話 - 第11話  | PILA-1504 | PIVS-2234 | PABA-1014 |
| lif.05 | 1999年1月22日  | 第12話 - 第13話 | PILA-1505 | PIVS-2235 | PABA-1015 |

## グラフィック+テキスト
アニメ版とほぼ同時進行で、ソニーマガジンズの雑誌『月刊AX』に連載された。アニメ版話数にあわせ、ゲーム版との橋渡し的な意味も込めて作品のイメージや世界観などをイラストとテキストによるカットとして構成したもの。後に出版された画集『オムニプレゼンス（遍在）―― lain 安倍吉俊画集』（ソニー・マガジンズ、1999年）では、新たにカットが追加されている。
- グラフィック：安倍吉俊
- テキスト：小中千昭

### サブタイトル
LAYER:01から13 のサブタイトルは、テレビアニメ版の各話サブタイトルと共通である。
- PRE-LAYER - 初出：3月10日 4月号
- LAYER:01 WEIRD - 初出：4月10日 5月号
- LAYER:02 GIRLS - 初出：5月10日 6月号
- LAYER:03 PSYCHE - 初出：6月10日 7月号
- LAYER:04 RELIGION - 初出：7月10日 8月号
- LAYER:05 DISTORTION - 初出：8月10日 9月号
- LAYER:06 KIDS - 初出：画集書き下ろし
- LAYER:07 SOCIETY - 初出：画集書き下ろし
- LAYER:08 RUMORS - 初出：画集書き下ろし
- LAYER:09 PROTOCOL - 初出：画集書き下ろし
- LAYER:10 LOVE - 初出：画集書き下ろし
- LAYER:11 INFORNOGRAPHY - 初出：9月10日 10月号
- LAYER:12 LANDSCAPE - 初出：画集書き下ろし
- LAYER:13 EGO - 初出：10月10日 11月号
- LAYER:00 PROGRAM - 初出：11月10日 12月号

## serial experiments lain BOOTLEG
本作の限定版ファンディスク的商品としてパイオニアLDCから1999年4月23日に発売された、音楽CD＋PC用CD-ROMの2枚組パッケージ。音楽CDは竹本晃作曲のテレビシリーズ本編で使用されたサウンドトラック、CD-ROMはミニゲームや壁紙などのデスクトップアクセサリーが収録されている。
本製品は、「BOOTLEG＝海賊版」の名の通り、制作スタッフから流出したデータを第三者が転売したものという演出がなされており、パッケージも無地のボール紙に手書き風のラベルが無造作に貼られただけの簡素なものとなっている。

## ゲーム
公称ジャンルは「アタッチメントソフトウェア」。企画の中ではもっとも早く進行しつつも、発表は最も遅い雑誌連載終了後の1998年11月末となった。CD2枚により構成されている。
本作ではPSをネットワーク・コンピュータに見立てて物語が構成されている。プレイヤーは、ネットワークのインターフェースに現れた少女レインの誘いによって、11歳から14歳までのlainに関する記録を集め、断片的な記憶をたどってlainの日常生活と彼女の秘密に近づいていく。
ゲームの内容は、音声ファイルと映像ファイルの再生の繰り返しという独特のスタイル。ファイルの内容には、玲音の日記、柊子の日記、カウンセリングの記録などがあり、特定のファイルにアクセスすることで新しいファイルやネットワーク領域へのアクセスが可能となる。
ゲームの中でできることはあくまで「ファイルの再生」までであり、それぞれの情報が持つ具体的な意味まではほとんど窺い知ることはできず、更にはファイルの中には「何者かによって改竄されたと思われるファイル」が混在するため「物語の結末を記録したファイルの再生」が一応のエンディングではあるが、物語の全容を理解するためにはプレイヤー自身が頭の中で情報を整理、取捨選択する必要があり、そこから導かれる結論の正当性もまた、各々の判断に委ねられている。
なお、本作の開発スタッフの一部は、同じく「アタッチメントソフトウェア」である「NOëL」シリーズの開発も手がけており、両作品の間には「現実世界と仮想世界の境界が曖昧になるようなプレイ感覚（ただし方向性は正反対）」「断片的な情報を基に全体図を想像する楽しみ」「観測システム『思い出君』の存在（本作ではネットエージェントプログラム、『NOёL』では自動追尾式浮遊カメラ）」といった共通点を見ることができる。
年齢制限はかかっていないものの、一部に過激な映像や表現が存在する。

### スタッフ（ゲーム）
ディレクター：中原順志
監督：えんどうてつや
脚本：小中千昭
製作：SR-12W / PIONEER LDC.

### 登場人物（ゲーム）
岩倉 玲音（）
声 - 清水香里
本作の主人公。おとなしく内向的な少女。ゲーム開始時点では11歳で、14歳まで成長する。12歳の時に幻聴などのためカウンセリングに通い始める。
アニメ版とは異なり、兄弟姉妹はいないが家庭環境はまともな状態となっている。一方で内向的だが一応友達はいるようである。
数年前からワイヤードにおける記録が始まっているが、記録年数が公称する年齢より遥かに短いなど、出生は謎めいている。
米良 柊子（）
声 - 岡本麻弥
27歳。アメリカの大学院を卒業後に日本へ帰国し、玲音を担当することになった新人カウンセラー。カウンセリングを通じて玲音と仲良くなっていくが、次第に破滅に向かって行き、カウンセリングされる側に立たされるようになる。
牧野 慎一郎（）
声 - 渋谷茂
コンピュータネットワーク上で玲音と交流を持っている普通のサラリーマン。物語の後半で玲音と初めて接触するが、その際にある事件で巻き込まれることになる。
また、2023年6月には25周年を記念して謎解きゲーム「Layer 3301： De-Cipher」がリリースされる予定だったが中止された。制作はAniqueとデジタルコレクタブルアニメスタジオのKasagiのコラボ。監修は上田耕行。

## アプリ
Blu-ray Disc化企画の一環でlain_cameraというiPhone用アプリが配信された。カメラ機能を使ったアプリで現実世界の中にlainが写りこむといった内容で撮影した写真を保存することができた。

## 批評・反響
1998年の第2回文化庁メディア芸術祭にて「コンピュータの発達となまの人間の生き方を描きながら、現代の人間の存在を問うている点」や「極めて哲学的で深い」問題提起を理由に、アニメーション部門優秀賞が贈られた。
『Newtype USA』紙のクリスチャン・ナットは「アイデンティティーとテクノロジーが連動した問題」に対する鋭い視点をこのシリーズの主な魅力であるとした。ナットは「鮮明でクリーンなキャラクターデザイン」と「完璧なサウンドトラック」に敬意を表し「Serial Experiments Lainはまだ真のクラシックとは見なされていないかもしれないが、アニメの未来を変えるのに役立った魅力的な進化の飛躍である」と述べた。
アジアのホラー文化を網羅した百科事典『Asian Horror Encyclopedia』には「インターネットの肉体的および精神的な影響について描かれた驚くべきサイコホラーアニメ」として紹介されている。
アニメや漫画に関する本を執筆しているジル・ポイトラスの著書『Anime Essentials』では『新世紀エヴァンゲリオン』や『カウボーイビバップ』と並び、1990年代にアニメの多様性の「限界に挑んだ」「複雑でどことなく実存的」なアニメと評されている。日本文学・文化研究者のスーザン・J・ネイピアは2003年にアメリカ哲学協会に寄稿した『The Problem of Existence in Japanese Animation』（2005年発行）で本作を『GHOST IN THE SHELL / 攻殻機動隊』や『千と千尋の神隠し』と比較した。その上で彼女は「それらの作品の主人公と違い、玲音は戻れない境界を超えてしまった。しかし、空虚な『リアル』と暗い『バーチャル』を行き来できる世界において、玲音が戻れる、あるいは戻るべきものが存在するのかという疑問を提起されている」とした。Anime News Networkのマイク・トゥールは本作を1990年代の最も重要なアニメの1つに挙げた。
アニメ版とは異なり、ゲーム版はリリース直後はさほど注目されていなかった。ゲーム性の欠如や不便なインターフェース、冗長な会話、少ないBGM、そして非常に長いロード時間が批判されたものの、当時としては優れたCGグラフィックスと美しい背景美術に関しては評価された。2008年、ファンによりゲームのシナリオの英語訳プロジェクトが始まり、2014年にPDFで公開された。2021年、WebGLによりウェブブラウザで動作する非公式の英語の移植版「lainTSX」が公開されると同時期、本作を再評価する動きが起こった。ミシガン大学の学生新聞『The Michigan Daily』紙によるブラウザ版のレビューでは「メンタルヘルスの見せ方が生々しくリアルであるだけでなく、多くの表現物が見逃している問題への共感に溢れている」と評された。本作は、後の『Her Story』や『フィンチ家の奇妙な屋敷でおきたこと』などのタイトルの先駆けであるとして引用されることもある。

## 関連商品

### 書籍
An omnipresence in wired 『lain』
画集。1999年5月1日発売（ソニーマガジンズ、ISBN 978-4-7897-1343-6）。
yoshitoshi ABe lain illustrations - ab# rebuild an omnipresence in wired
上記画集を再編集したもの。2005年9月5日発売（ワニマガジン社、ISBN 978-4-8982-9487-1）。
visual experiments lain
本編の解説本。1999年4月発売（ソニーマガジンズ、ISBN 978-4-7897-1342-9）。2013年6月18日に復刊ドットコムより復刊（ISBN 978-4-8354-4950-0）。
lain―scenario experiments
シナリオブック。1998年11月1日発売（ソニーマガジンズ、ISBN 978-4-7897-1320-7）。2010年12月10日に復刊ドットコムより復刊（ISBN 978-4-8354-4567-0）。